# Cymbasoma nicolettae
Cymbasoma nicolettae is een eenoogkreeftjessoort uit de familie van de Monstrillidae. De wetenschappelijke naam van de soort is voor het eerst geldig gepubliceerd in 2002 door Suarez-Morales.